# Teunis van der Zwart
Teunis van der Zwart (Katwijk, 13 april 1964) is een Nederlands hoornist.
Hij is bekend als een ambassadeur van de natuurhoorn. Hij is als solo-hoornist verbonden aan het Freiburger Barockorchester en het Orkest van de 18e Eeuw onder leiding van Frans Brüggen. Cd's met solowerken verschenen bij Harmonia Mundi en Libera Classica. Als docent is Van der Zwart verbonden aan het Koninklijk Conservatorium in Den Haag en aan het Conservatorium van Amsterdam. Teunis van der Zwart maakte drie korte films over Joseph Haydn.
- Bibliothèque nationale de France: cb145645810 (data)
- Gemeinsame Normdatei: 139856625
- International Standard Name Identifier: 0000 0003 8457 3000
- Library of Congress Control Number: no2007081531
- MusicBrainz: 881df4e2-1ae4-4d58-a2a3-c09a141a0283
- Virtual International Authority File: 102695449
- WorldCat: E39PBJfcJGM7jT9VPcdvJDkYyd